# Кошице (футбольный клуб)
«Ко́шице» (словац. Football Club VSS Košice) — словацкий футбольный клуб из одноимённого города.
Известен тем, что первым из словацких клубов принимал участие в групповом турнире Лиги чемпионов, в сезоне-1997/98. Туда он попал, одержав победу по сумме двух встреч над московским «Спартаком» (2:1 дома, 0:0 на выезде), однако занял в группе последнее место, проиграв во всех шести матчах. В дальнейшем клуб утратил лидерство и во внутреннем первенстве и переживал долгий кризис. По итогам сезона-2005/06 вновь вернул себе место в высшей лиге чемпионата Словакии. На сезон-2015/16 не получил лицензию и отправился в нижестоящий дивизион, по итогам сезона 2016/17 вышел в высшую лигу, но вновь не прошёл лицензирование и был расформирован. Домашние матчи проводил на стадионе «Локомотив».
В 2018 году был основан новый клуб «Кошице» путём объединения клуба Третьей лиги «Вышны Опацки» с клубом «Кошице-Барса», у которого не было основной команды, но была молодёжная структура из более чем двухсот игроков, доставшаяся ему в наследство от обанкротившегося «Кошице». Команда начала свои выступления с сезона 2018/19 в Третьей лиге, в первый же сезон пробилась во Вторую лигу. По итогам сезона 2022/23 вышла в элитный дивизион, сначала там заняла 10-е место, через год — 5-е. «Кошице» был включён в число участников Лиги конференций 2025/26 вместо клуба ДАК 1904, у которого обнаружился общий владелец с другим участником турнира — венгерским «Дьёром». Домашний стадион (с 2022 года) — Кошицкая футбольная арена (12 555 мест).

## Достижения
- Чемпионат Словакии
  - Чемпион (2): 1996/97, 1997/98
  - Серебряный призёр (3): 1994/95, 1995/96, 1999/00
- Кубок Словакии
  - Обладатель (2): 2008/09, 2013/14
  - Финалист (3): 1997/98, 1999/00, 2003/04
- Суперкубок Словакии
  - Обладатель (1): 1997
  - Финалист (3): 1998, 2009, 2014
- Чемпионат Чехословакии
  - Серебряный призёр (1): 1970/71
- Кубок Чехословакии
  - Обладатель (1): 1992/93
  - Финалист (3): 1963/64, 1972/73, 1979/80